# Ermordung von David Amess
Am 15. Oktober 2021 starb Sir David Amess, ein Politiker der britischen Konservativen Partei und Mitglied des Parlaments (MP) für Southend West, nachdem während einer Wahlkreissitzung in einer Kirche in Leigh-on-Sea in der Grafschaft Essex mehrfach mit einem Messer auf ihn eingestochen worden war. Ein 25-jähriger britischer Staatsbürger somalischer Abstammung wurde noch am Tatort unter Mordverdacht festgenommen. Die Messerattacke wurde als islamistischer Terrorismus eingestuft.

## Hintergrund
Sir David Amess war ein langjähriger Politiker, der 1983 als Abgeordneter für den Wahlkreis Basildon ins Parlament einzog. Er hatte keine hohen Ämter inne, wurde aber von Nick Paton Walsh als „sofort erkennbares“ Mitglied der Konservativen Partei beschrieben und war für seine politischen und öffentlichen Verdienste zum Ritter geschlagen worden. Er war ein gläubiger Katholik und sozial konservativ; er war gegen Abtreibung und setzte sich für den Brexit, einen stärkeren Tierschutz und die Verleihung des Stadtstatus an Southend-on-Sea ein.
Nach der Ermordung der Abgeordneten Jo Cox nach einer Sprechstunde in ihrem Wahlkreis im Jahr 2016 schrieb Amess in seiner Autobiografie 2020, dass die Angst vor ähnlichen Anschlägen „die große britische Tradition, dass die Menschen ihren gewählten Politikern offen begegnen“, ziemlich verdorben habe und dass er in seinem Haus Schikanen und Unsicherheiten ausgesetzt gewesen sei. Abgeordnete werden im Parlament von bewaffneten Polizisten geschützt, wobei die Sicherheitsvorkehrungen nach dem Anschlag in Westminster 2017 verschärft wurden. Allerdings erhalten sie in der Regel keinen Polizeischutz während ihrer Sitzungen und werden üblicherweise nur von einem Mitarbeiter begleitet. Nach dem Mord an Cox stiegen die Ausgaben des Parlaments für die persönliche Sicherheit der Abgeordneten innerhalb von zwei Jahren von unter 200.000 Pfund auf 4,5 Millionen Pfund.

## Angriff
Am 15. Oktober 2021 hielt sich Amess bei einer Wahlkreissprechstunde in der Belfairs Methodist Church Hall in der Eastwood Road North, Leigh-on-Sea, auf, wo er von 10:00 bis 13:00 Uhr BST (UTC+1) mit Wählern zusammentreffen sollte. Er traf sich zunächst mit Wählern auf den Stufen der Kirche und betrat die Halle gegen 12:05 Uhr, um mit Leuten zu sprechen, die bereits früher gekommen waren. Während er sich im Gemeindesaal befand, löste sich ein mit einem Messer bewaffneter Mann aus der Gruppe der Wähler und stach mehrfach auf ihn ein.
Die Polizei wurde alarmiert, und bewaffnete Polizisten sowie Rettungs- und Polizeihubschrauber trafen am Tatort ein. Ein Verdächtiger wurde in der Kirchenhalle festgenommen und eine Polizeisperre errichtet. Ein Rettungshubschrauber landete um 14:13 Uhr auf dem Sportplatz von Belfairs, um Amess ins Krankenhaus zu bringen. Das Ärzteteam entschied, dass Amess’ Zustand nicht stabil genug war, um ihn zu transportieren, woraufhin er weiterhin am Tatort behandelt wurde. Kurz vor 15:00 Uhr wurde er für tot erklärt.

## Ermittlungen
Beamte der Antiterror-Polizei waren in der Anfangsphase der Ermittlungen involviert. Die Polizei von Essex erklärte, dass ein 25-jähriger Mann schnell verhaftet wurde, nachdem Beamte wegen Mordverdachts am Tatort eingetroffen waren, und ein Messer sichergestellt wurde. Um ca. 18:32 Uhr am 15. Oktober gab die Polizei von Essex bekannt, dass die Ermittlungen an das Anti-Terrorismus-Kommando der Londoner Metropolitan Police übergeben wurden. Später am Tag berichtete die BBC, dass „eine Regierungsquelle“ den Verdächtigen als britischen Staatsbürger somalischer Herkunft beschrieben habe.
Gegen 00:30 Uhr am 16. Oktober soll die Polizei die Messerstecherei als einen terroristischen Vorfall eingestuft haben, der möglicherweise durch islamischen Extremismus motiviert war. Am Abend des 16. Oktober bestätigte der Metropolitan Police Service, dass der Verdächtige gemäß Abschnitt 41 des Terrorism Act 2000 in Gewahrsam genommen worden war und dass die Richter den Zeitraum, in dem der Verdächtige zur Befragung in Gewahrsam gehalten werden konnte, bis zum 22. Oktober verlängert hatten. Die Polizei durchsuchte am Wochenende nach der Messerstecherei drei Adressen in London.

### Täter
Ein 25-jähriger britischer Staatsbürger somalischer Abstammung wurde in Medienberichten als Tatverdächtiger identifiziert. Einige Jahre vor dem Anschlag war der Verdächtige an das Prevent-Programm verwiesen worden, Großbritanniens freiwilliges Programm für Personen, die als radikalisierungsgefährdet gelten. Es wird angenommen, dass er nicht lange an dem Programm teilgenommen hat, und er war nie offiziell ein „Gegenstand von Interesse“ für den MI5.
Der Vater des Verdächtigen ist ein ehemaliger Beamter der somalischen Regierung, der Berichten zufolge von der extremistischen Gruppe al-Shabaab bedroht worden war. Amess’ enge Verbindungen zu Katar, das die somalische Regierung unterstützt, wurden ebenfalls von der Polizei untersucht.
Vor Gericht machte der Täter, der intensiv Propaganda des Islamischen Staats gelesen hatte, religiöse Motive geltend und zeigte keine Reue. Er wurde im April 2022 zu lebenslanger Freiheitsstrafe ohne die Möglichkeit vorzeitiger Entlassung verurteilt.

## Reaktionen
Nach dem Anschlag kehrte Premierminister Boris Johnson aus dem Urlaub nach Westminster zurück, wo die Flaggen auf halbmast gesetzt wurden. Verschiedene parlamentarische Fraktionen sowie aktuelle und ehemalige Politiker aus dem gesamten politischen Spektrum äußerten sich schockiert und bekundeten ihr Beileid, ebenso wie Mitglieder der königlichen Familie, internationale Politiker und Verwandte von Jo Cox. In seinem Wahlkreis Southend West wurde am Tag seines Todes um 18.00 Uhr eine Mahnwache für Amess abgehalten, eine weitere fand am nächsten Tag statt. Der Sprecher des Unterhauses, Sir Lindsay Hoyle, kündigte an, die Sicherheit der Abgeordneten zu überprüfen. Die Sicherheit der Abgeordneten bei öffentlichen Wahlkreissprechstunden wurde von den Politikern diskutiert. Die Konservativen setzten ihre politischen Kampagnen aus.
Am 16. Oktober legten Boris Johnson und der Oppositionsführer Sir Keir Starmer in Begleitung von Sir Lindsay Hoyle und Innenministerin Priti Patel Kränze an der Kirche nieder, in der Amess getötet wurde. Am 18. Oktober wurde im Unterhaus eine Schweigeminute abgehalten, bevor die Abgeordneten Amess gedachten. Am selben Abend hielten die Abgeordneten in der St. Margaret's Church in Westminster einen Gedenkgottesdienst für Amess ab, der von ITV auf YouTube live übertragen wurde. Die Abgeordneten trugen sich in ein Kondolenzbuch ein, das in der Bibliothek des Unterhauses sowie in der Westminster Hall und im Portcullis House ausgelegt wurde. Auch in der Belfairs Methodist Church Hall, wo Amess getötet wurde, wurden Kränze niedergelegt.
In den Tagen nach Amess’ Tod sprachen sich mehrere Abgeordnete, darunter der konservative Chris Skidmore und die Labour-Abgeordnete Charlotte Nichols, für eine Kampagne zur Ernennung von Southend-on-Sea zur Stadt aus, um das Andenken von Amess zu ehren, der sich im Parlament häufig zu diesem Thema geäußert hatte. Während der Gedenkfeierlichkeiten für Amess am 18. Oktober gab Johnson bekannt, dass die Königin der Ernennung von Southend zur Stadt zugestimmt habe.